# Get Well Soon (canción)
«Get Well Soon» —en español: Mejórate Pronto— (estilizado como get well soon) es una canción grabada e interpretada por la cantante y compositora estadounidense Ariana Grande. Este es el último tema de los quince que confeccionan su cuarto álbum de estudio, Sweetener (2018). El tema fue lanzado por la discográfica Republic Records el 17 de agosto de 2018 junto al álbum completo.

## Antecedentes
En mayo de 2017, Grande fue víctima del Atentado de Mánchester de 2017, un atentado terrorista perpetrado por Estado Islámico a las afueras del Manchester Arena; recinto donde la cantante actuaba como parte de su tercera gira de conciertos Dangerous Woman Tour. El atentado causó la muerte de 22 de sus fanáticos así como varias heridas en más de 800 asistentes al evento. Días después, Grande anunció el concierto benéfico One Love Manchester el cual se llevaría a cabo en el Emirates Old Trafford, estadio de la ciudad donde solamente trece días antes se perpetró el fatídico ataque. En dicho evento, la cantante mostró que "no se debe dejar ganar al odio sino que debemos afrontar el llanto con amor". Aún embarcada en el tour, Grande comenzó a sufrir ataques de pánico y/o ansiedad debido al trauma que el atentado le había causado. El Dangerous Woman Tour finalizó en septiembre de 2017 en Hong Kong. Tras unas semanas de reposo, Grande reanudó el proceso de creación de su próximo álbum de estudio. A pesar de ya no estar sobre un escenario, la cantante siguió sufriendo de fuertes golpes de ansiedad además de batallar con el trastorno de estrés postraumático. Ella misma comentó: "sentía como que flotaba durante aproximadamente tres meses el pasado año pero no en el buen sentido. Como si estuviera fuera de mi cuerpo. Fue muy aterrador".
Tras varios meses sin noticias sobre su nuevo material, Grande publicó en sus redes sociales el 31 de diciembre de 2017 un breve teaser de lo que estaba por venir el próximo año. El 17 de mayo de 2018, Grande comentó a la revista semanal estadounidense TIME que tenía una canción en Sweetener titulada "Get Well Soon". Doce días después, Grande confirmó mediante Twitter que el vídeo mostrado en Nochevieja era un extracto de "Get Well Soon". El tema fue descrito como un "himno de superación que destaca la importancia del cuidarse a uno mismo". Durante junio de 2018, Grande fue dando pistas sobre el tema. El 3 de julio, la cantante publicó en sus historias de Instagram una captura de pantalla de ella escuchando la canción. Muchos notaron que el tema tenía una duración de 5 minutos y 22 segundos; un claro guiño a lo sucedido el 22 de mayo del año anterior en Mánchester. Cinco días más tarde, Grande publicó un adelanto de 40 segundos del tema mientras ella y el productor de esta, Pharrell Williams, la escuchaban en el estudio.

## Composición
"Get Well Soon" es un tema mid-tempo donde predomina el género pop pero que incluye, sin abusar, elementos de la música trap. La intérprete califica el tema como "balada". En "Get Well Soon" Grande canta durante más de cuatro minutos, sin embargo, el tema dura 5:22 minutos, finalizando con 40 segundos de silencio absoluto. Estos segundos de silencio son una manera de honrar a las víctimas del Atentado de Mánchester de 2017.

## Recepción

### Crítica
El tema fue generalmente aplaudido por la crítica llamándola "una carta de amor para los angustiados y aquellos que "flotan" en la vida; Ariana quiso que la canción sea como un abrazo musical, cálido y reconfortante para los oyentes cosa que ha conseguido". "Get Well Soon fue calificada por la revista Forbes como "un maravilloso tema de clausura sin obstáculos por la producción sobreexplotada. Williams pone su voz sobre un riff de piano escaso, dando a Grande su mejor momento de dinamismo vocal descarado en el álbum". Variety la calificó como "una carta de superación de Grande a sí misma y sus admiradores a modo de abrazo musical.

### Comercial
"Get Well Soon" fue reproducido más de 1.6 millones de veces en la plataforma Spotify a nivel global en las primeras 24 horas desde su estreno siendo la cuadragésima tercera canción más escuchada del día. Más de 730,000 de esas 1.6 millones de reproducciones proveían de los Estados Unidos.

## Visual
El 19 de agosto de 2018, Grande compartió en sus redes sociales, un pequeño vídeo musical en formato blanco y negro el cual acompañaba la canción. Este es muy parecido al de "Raindrops (An Angel Cried)" el cual fue también dirigido por Dave Meyers.

## Presentaciones en vivo
Grande presentó "Get Well Soon" en los tres primeros conciertos de su primera gira promocional The Sweetener Sessions en Nueva York, Chicago y Los Ángeles el 20, 22 y 25 de agosto respectivamente.

## Créditos y personal
- Ingeniería de mezcla adicional por - Bill Zimmerman
- Edición digital y arreglo por - Mike Larson
- Masterizado por - Randy Merrill
- Mezclado por - Phil Tan
- Producido por - Pharrell Williams
- Grabado por - Mike Larson
- Grabación asistida por - Thomas Cullison
- Voz- Ariana Grande
- Compuesto por - Pharrell Williams, Ariana Grande

## Historial de lanzamiento
| Región | Fecha                | Formato                      | Discográfica     |
| ------ | -------------------- | ---------------------------- | ---------------- |
| Mundo  | 17 de agosto de 2018 | Descarga digital · streaming | Republic Records |